# 金恵淑
金 恵淑（キム・ヘスク、朝: 김 혜숙）は、韓国在住の女性人権活動家。北朝鮮の北倉強制収容所に28年間収容されていた。 

## 経歴
金恵淑は13歳-41歳の28年間、祖父の韓国渡航が理由で北朝鮮の北倉強制収容所（第18号管理所）に収容され、13歳時に公開銃殺の見学を強要させられた。収容者が「犬よりもひどい扱い」を受け、強制労働を科され、看守たちに虐待されていたという。
- 1日だけでも休める日には一家が揃って山に食べることができる草を探しに行った。強制収容所では「生き残るためには何でもする」という生命力を育てなければならなく、大人や子どもは関係なく、袋を抱えて眼に見える草は全て採取し、と飢えに悩まされていたという[2]。数日続けてお粥だけを食べると体がパンパンに腫れ、歩くことも出来なくなったが、学校や仕事に行かないと大問題になったという[2]。
- 公開銃殺を強制的に見せられたことや現在も収容所に残っている兄弟姉妹に食べ物を分けるため飢えをしのいだ[1][2][3]。
- 2度の流産と原因不明で3番目の子供が死んだため、占い師に占ってもらった仲間が絞首刑に処されたという。大木を2つ並べて木に鉄を打ち込み、片方にロープを巻き、死刑者を連れてきた口にくつわを咥えさせロープで首を締め、もう片方の木にロープを巻き付け、ロープを締め付けると死刑者の体は宙に浮いて窒息死したという[2]。

### 脱北を決心
金は釈放後に夫を病気、子供2人を洪水で失ったことで自暴自棄に陥り、中国への脱北を決心した。脱北後に人身売買の危険に遭い、女性は売られる前は売主に屈辱を受け、売られた後も屈辱を受けるなどの苦痛を乗り越えなければ自分が生き残る場所を見つけることができないという脱北女性の現実を告発。その後に中国公安の取り締まりで摘発されて北朝鮮送還となり、収容所に入れられるが、脱出を敢行し、再度中国へ脱北。しかし僅かな金で中国人に身を売られ、中国人は金を払って買ったということで金を好き勝手に扱い、言う事を聞かなければ殺されるか違う人に売り払われるだけで、祖国から逃げてきた中国の地で脱北女性は性欲を満たすだけの道具として扱われたという。ラオスやタイなどの第三国経由の韓国行きも命を懸けた死闘の連続で、ラオスではゴム製のボートに乗っていた途中に隣に座っていた中年女性がワニに襲われ、一瞬の出来事でどうすることもできなかったという。命懸けで脱北し、もう1度生命を懸けて中国を脱出し、断崖絶壁や死体も探すことが困難な険しい山道・砂漠・ワニのいるメコン川などの難関を克服して初めて韓国に行くことができるという。

### 脱北後
2008年に金は韓国入りした。
2010年に来日し、10月13日に「北韓情勢講演会」（在日本大韓民国民団本部主催）にて講演を行った。
2011年6月にイギリス議会にて証言し、9月にアメリカ下院外交委員会にて証言した。
加藤健（アジア調査機構代表）によると、金は2011年に再来日し、9月7日に東京都にて明治大学での大規模シンポジウムが開催され、翌日8日に水道橋の「庭のホテル」にてメンバーによる会議が開かれ、外国特派員協会での記者会見後に各国NGO団体関係者と共に朝鮮総連本部前にて抗議活動を行ったという。金が演説を開始した午後5時15分頃に朝鮮総連職員がジャーナリストを装って目の前まで来て、脱北者を撮影していたといい、その3分後に門から最高幹部と対南工作担当者が出てきて観察していたという。加藤によると金は北朝鮮の暗殺対象になっているといい、暗殺リストの上位に位置している可能性があるという。8月から北朝鮮は著名脱北者や活動家に対する暗殺作戦を活発化させ、中国にて1名を暗殺・1名に重傷を負わせ、韓国にて3名に殺人未遂・暗殺計画が発覚していたという。また韓国の脱北者団体代表は「支援したいという日本人がいるから、一人で来てほしい」と呼び出されたが、間一髪で危機を逃れたという。
4月5日に自身の手記『涙で描かれた収容所（朝: 눈물로 그린 수용소）』を時代精神（朝: 시대정신）より出版した。
11月23日にスイスジュネーヴでの国際会議にて、収容所内での公開処刑の様子や飢餓状態などについて証言を行った。

## 書籍

### 単著
- 『涙で描かれた収容所（朝: 눈물로 그린 수용소）』時代精神（朝: 시대정신）、2011年4月5日。ISBN 9788990959560。